# 蛇の回転
蛇の回転は、日本の心理学者の北岡明佳が2003年に発表したことで知られる錯視画である。

## 内容
蛇を連想させる図柄が描かれている錯視画である。
作品の構造としては、描かれた図柄が回転している様に錯視される作りになっている。北岡によれば、先行して作成した錯視画「卯図」を書籍『トリック・アイズ２』に掲載したところ盗作騒ぎがあり、そんなに注目されるものならば、と思い立ってより作りこんだのが「蛇の回転」であるという。
2019年にはAIも錯視したという研究結果がある。また60歳からは錯視が見えなくなる事があるという研究結果がある。